# Exocentrus greviae
Exocentrus greviae är en skalbaggsart som beskrevs av Fisher 1931. Exocentrus greviae ingår i släktet Exocentrus och familjen långhorningar. Inga underarter finns listade i Catalogue of Life.